# آندراش استول
آندراش استول (مجاری: András Stohl؛ زادهٔ ۲۳ فوریهٔ ۱۹۶۷) بازیگر و مجری اهل مجارستان است.
از فیلم‌ها یا مجموعه‌های تلویزیونی که وی در آن‌ها نقش داشته‌است، می‌توان به نور خورشید و هم‌طلاقان اشاره نمود.